# Турківська міська територіальна громада
Турківська міська громада — територіальна громада в Україні, в Самбірському районі Львівської області. Адміністративний центр — місто Турка.
Площа громади — 387,3 км², населення — 22 685 мешканців (2020).

## Населені пункти
У складі громади 1 місто (Турка) і 24 села:
- Бережок
- Вовче
- Дністрик-Дубовий
- Жукотин
- Завадівка
- Закіпці
- Ільник
- Ісаї
- Кіндратів
- Ліктів
- Лімна
- Лопушанка
- Лосинець
- Мала Волосянка
- Мельничне
- Присліп
- Радич
- Розлуч
- Стоділка
- Хащів
- Шум'яч
- Явора
- Ясениця
- Ясенка-Стецьова